# Astro, le petit robot
Ne doit pas être confondu avec Astrobald, Astrobee ou Astro Bot.
Pour les articles homonymes, voir Astro et Astro Boy (homonymie).
Autre
Astro, le petit robot (鉄腕アトム, Tetsuwan Atomu) est une série de shōnen mangas d'Osamu Tezuka publiée entre 1952 et 1968. Avec 100 millions de volumes commercialisés, c'est l'une des bandes dessinées les plus vendues au monde.
L'histoire se focalise sur les aventures d'un jeune robot nommé Astro et une sélection de personnages apparaissant tout au long des épisodes. Il est vu par son auteur comme un nouveau Pinocchio, élevé dans une famille normale, qui fait l'interface entre les cultures des hommes et des machines.
Le manga est adapté en une série d'animation, Astro Boy, diffusée pour la première fois au Japon entre 1963 et 1966. Cette production de Mushi Production, le studio de Tezuka, constitue la première série animée japonaise. Une reprise en couleur produite par Tezuka Productions, Astro, le petit robot (Shin Tetsuwan Atomu), est diffusé entre 1980 et 1981 au Japon. Une troisième adaptation, Astro Boy 2003, est diffusée entre 2003 et 2004. Une adaptation cinématographique sort en 1964, et un film américain en 3-D sort le 23 octobre 2009. Enfin, une nouvelle série également produite par Tezuka Productions est en cours de développement sous le nom de Astro Boy Reboot.

## Synopsis
Astro Boy est une série de science-fiction se déroulant dans un monde futuriste dans lequel les robots coexistent avec les humains. Elle est basée sur les aventures d'Astro Boy (souvent et simplement nommé « Astro »), un puissant robot créé en 2003 (dans le manga original) par le chef du Ministère de la  Science, Docteur Tenma (alias 'Dr. Astor Boyton II' dans la version anglaise des années 1960) pour remplacer son fils Tobio ('Thomas' dans la version française des années 1960 ; 'Toby' dans la version anglaise des années 1980 et dans le film de 2009), mort dans un accident de voiture (qui a fugué dans l'anime de 2003 ; évaporé dans le film de 2009). Le Dr Tenma construit Astro à l'image de Tobio et l'élève par amour comme il l'aurait fait avec son véritable fils Tobio. Mais il réalise bientôt que le robot ne peut combler le vide qu'a laissé son fils, car Astro ne pouvait ni exprimer les traits de caractère d'un humain, ni vieillir comme le fait tout humain. Dans l'édition originale de 1960, Tenma rejette Astro et le vend à un cruel directeur de cirque, Hamegg.
Plus tard, on s'aperçoit qu'Astro a été doté de pouvoirs hors du commun et d'une capacité exceptionnelle à se battre. Astro combat le mal, le crime et l'injustice. La plupart de ses ennemis sont des robots qui haïssent les humains, qui sont devenus fous, ou des envahisseurs extraterrestres. Presque tous les épisodes impliquaient Astro dans un combat avec d'autres robots.

## Personnages
- Astro (alias Tetsuwan Atomu alias Astro Boy) : un super-robot qui a été bâti à l'effigie de Tobie, le fils décédé du Docteur Tenma. Rejeté par ce dernier, il fut vendu à un cirque et trouvé par le professeur Ochanomizu, qui le prit sous son aile et le forma en super-héros défenseur de la Terre, de l'humanité et de l'harmonie entre hommes et robots. Astro est capable de voler grâce à des réacteurs dans ses jambes, possède une force colossale provenant d'un moteur de 100 000 chevaux (monté à 1 000 000 chevaux par la suite) et est muni d'une mitrailleuse. Il peut déclencher un rayon laser destructeur par son doigt, transformer son bras en canon laser encore plus destructeur et peut projeter des faisceaux de lumière aveuglante à travers ses yeux.
- Professeur Ochanomizu (alias professeur Caudrine alias Docteur O'Shay) : un vieux scientifique japonais au gros nez, le professeur Ochanomizu est un idéaliste qui oeuvre pour la paix et l'harmonie entre robots et humains. Agissant comme figure paternelle envers Astro, il est toujours à ses côtés pour l'aider et le réparer. Son nom signifie « eau de thé » en japonais et est aussi le nom d'une station métro au Japon.
- Docteur Tenma (dit Docteur Umatarô Tenma ou Docteur Nagamiya Tenma, alias Docteur Balthus alias Docteur Boynton alias Docteur Peabody) : le créateur d'Astro. Le docteur Tenma était un grand scientifique japonais, parmi les meilleurs en robotique. Négligeant sa famille, son fils Tobie se tua dans un accident de voiture. Ne pouvant accepter cette perte qui dérangea son équilibre mental, Tenma créa un robot à l'image de son fils pour le remplacer, et lui donna des super-pouvoirs pour qu'il puisse se protéger de malheurs. Tenma finit par remarquer qu'il ne pouvait pas aimer un robot comme un fils, surtout dû au fait que Tobie-robot ne grandissait pas. Le rejetant, Tobio-robot finit dans un cirque mais revient dans le monde comme Astro. Depuis, Tenma agit dans l'ombre pour aider Astro ou bricoler sur quelques sombres desseins au profit des robots. Son nom signifie « cheval des cieux » en japonais.
- Shunsaku Ban (alias Higeoyaji alias Oncle Moustache alias Wally Kisagiri alias Professeur Morse) : le professeur d'école d'Astro, un homme trapu chauve doté d'une grosse moustache blanche. Se décrivant comme un Tokyoïte de troisième génération, il est aussi détective privé à ses heures libres (voir par exemple son rôle dans Metropolis et nombreuses autres œuvres de Tezuka). Ban est toujours prêt à prêter main-forte à Astro, se servant de ses talents d'investigateur et ses connaissances en arts martiaux.
- Uran (alias Zoran alias Uranie) : la petite sœur d'Astro. Elle a été construite par le professeur Ochanomizu afin d'agrandir la famille d'Astro. Uran est une petite fille immature tantôt chipie tantôt garçon manqué, mais toujours aux bonnes intentions. Elle possède un moteur de 100 000 chevaux, mais sans les autres pouvoirs d'Astro. Son nom est une abréviation d'uranium.
- Cobalt : le jeune frère d'Astro. Il a été construit par le professeur Ochanomizu alors qu'Astro avait disparu, et les autorités avaient besoin d'un robot dans son genre pour aller désamorcer une bombe. Cobalt, ressemblant à Astro bien que plus grand et mince, n'est cependant pas aussi intelligent et adroit que son frère. De par ces caractéristiques il ressemble à Luigi, de la série Mario.
- Tamao (alias Halejo) : le camarade de classe d'Astro. Petit, portant lunettes et casquette, Tamao est l'intello de la classe et se fait parfois brutaliser par ses camarades. Il est un bon ami humain d'Astro. Le personnage est une caricature de Tezuka lui-même à l'époque où, enfant, il gardait une casquette sur la tête pour ne pas qu'on touche son crâne rasé[4].
- Shibugaki (alias Abercrombie) : le camarade de classe d'Astro. La brute épaisse de la classe, il cherche souvent la bagarre et Tamao est souvent sa victime. Finalement, il finira par s'adoucir et sera du côté d'Astro avec Tamao.
- Kennichi (alias Kennedy alias Ken) : le neveu de Shunsaku Ban. C'est un garçon aimant les animaux et qui a l'intention de devenir détective comme son oncle.
- Inspecteur Tawashi : l'inspecteur de la police japonaise. Homme droit et intègre, Tawashi se retrouve fréquemment pour ou contre Astro. Son nom signifie « aigle de la rizière » en japonais.
- Commissaire Nakamura : le commissaire de la police japonaise. Petit homme grassouillet, il a du mal à affirmer son autorité et se fait souvent prendre la vedette par Tawashi.
- Skunk Kusai : un cruel gangster local, Skunk Kusai se spécialise dans toutes les casses en ville, et Astro arrive toujours pour l'arrêter. Skunk signifie « mouffette » en anglais et Kusai signifie « puant » en japonais.
- Kinsankaku : un gangster international se spécialisant du trafic de machines jusqu'à l'exploitation illégale de ressources naturelles. Il se fait toujours confronter par Astro. Son nom signifie « triangle d'or » en japonais.
- Atlas : un clone d'Astro pourvu d'un « facteur omega » qui le rend maléfique.
- Blue Knight (alias le Chevalier Bleu) : un robot en armure bleue de chevalier qui combat pour la liberté des robots opprimés par les humains. Il veut créer Robotania, un pays peuplé seulement de robots. Ses moyens peu orthodoxes obligent Astro à intervenir.
- Scara : une femme extraterrestre issue d'une race de sauterelles humanoïdes géantes. Elle est tombée sur la Terre avec Astro lors d'un voyage dans l'espace qui a mal tourné. Naïve et superficielle (son personnage est fondé sur Scarlett O'Hara d’'Autant en emporte le vent), elle cause bien des embarras à Astro.
- Ham Egg : le cruel directeur du cirque qui y a exploité Astro. Il devint par la suite un membre de la pègre.

## Médias

### Manga
Le manga est originellement publié entre 1952 et 1968, suivie par une publication journalistique (1967–1969) et deux autres séries en 1972-73 et 1980-81. Les histoires du manga original de Tetsuwan Atomu sont publiées plus tard en version anglaise par Dark Horse Comics, traduit par Frederik L. Schodt.
En France, à partir de 1996, des histoires d'Astro Boy ont été publiés chez Glénat avec un total de 12 tomes. Une nouvelle édition a été publiée chez Kana à partir de 2009 avec au départ 5 tomes. Il ne s'agit pas de toutes les histoires d'Astro Boy mais d'une anthologie. En 2012, pour les 60 ans d'Astro Boy, Kana a décidé de publier un sixième tome. Puis 10 ans près, en janvier 2022, Kana sort un septième tome.
Liste des parutions en France :
- Parus chez Glénat : 
  - Tome 1 : novembre 1996
  - Tome 2 : mars 1997
  - Tome 3 : juin 1997
  - Tome 4 : octobre 1997
  - Tome 5 : mars 1998
  - Tome 6 : juin 1998
  - Tome 7 : janvier 1999
  - Tome 8 : février 1999
  - Tome 9 : juin 1999
  - Tome 10 : octobre 1999
  - Tome 11 : février 2000
  - Tome 12 : juin 2000
- Parus chez Kana :
  - Tome 1 : 20 mars 2009[9]
  - Tome 2 : 7 mai 2009[10]
  - Tome 3 : 3 juillet 2009[11]
  - Tome 4 : 4 septembre 2009[12]
  - Tome 5 : 6 novembre 2009[13]
  - Tome 6 : 21 septembre 2012[14]
  - Tome 7 : 21 janvier 2022

### Séries d'animation
Astro Boy est une série télévisée d'animation de science-fiction japonaise en 193 épisodes de 25 minutes, produite par les studios Mushi Production situés à Fujimidai, dans le district de Nerima (Nord-Ouest de Tokyo), d'après le manga Astro boy (Tetsuwan Atom) et diffusée du 1er janvier 1963 au 31 décembre 1966 sur Fuji TV. En France, la série est inédite[réf. nécessaire].
Astro, le petit robot (Shin Tetsuwan Atom) est une série télévisée d'animation de science-fiction japonaise en 51 épisodes de 20 minutes, produite par les studios Tezuka Productions et diffusée du 1er octobre 1980 au 23 décembre 1981 sur NTV. En France, la série est diffusée à partir du 4 janvier 1986 sur TF1 et rediffusée sur la même chaîne dans le Club Dorothée.
Astro Boy 2003 est une série télévisée d'animation de science-fiction japonaise en 51 épisodes de 24 minutes, produite par les studios Dentsu Inc. Sony Pictures Entertainment et Tezuka Productions et diffusée à partir du 6 avril 2003 sur Animax et Fuji TV. En France, la série est diffusée à partir du 1er septembre 2004 sur France 3 dans l'émission France Truc.
Une nouvelle série du nom de Astro Boy Reboot a été annoncée en 2014 et serait pilotée par Tezuka Productions au Japon, Shibuya Productions en France et Caribara Animation à Monaco. Il s'agit d'une série qui sera constituée de 26 épisodes de 26 minutes ciblant les 8 à 12 ans.
Une autre série du nom de Little Astro Boy produite par Tezuka Productions et Planet Nemo Animation a été annoncé pour le marché occidentale (il existe une série du même nom coproduite avec une chaîne nigérienne pour le marché africain). Contrairement à Astro Boy Reboot, ce projet est plus orienté pour les jeunes enfants. Le projet a ensuite été renommé Go Astro Boy Go! (Go! Go! Atom) et a commencé à être diffusé au Japon en octobre 2019. La série sera constituée de 52 épisodes de 11 minutes.
Pendant le Festival international du film d'animation d'Annecy de juin 2022 une nouvelle série de 52 épisodes de 26 minutes réalisée par le français Thomas Astruc et coproduite par Mediawan et Shibuya Productions est annoncée.

### Films
Les films adaptés du manga incluent :
- Astro Boy: Hero of Space (1964)
- Astro Boy: Shinsen-gumi (1985)
- Astro Boy (2009)

### Jeux vidéo
SEGA publie, en 2005, un jeu vidéo basé sur les aventures d'Astro Boy, intitulé Astro Boy, sur console de jeux vidéo PlayStation 2, un jeu d'aventure orienté action par la Sonic Team. La même année, Astro Boy: Omega Factor sur Game Boy Advance, un jeu de plates-formes orienté Beat'em all  est publié par Treasure Co. Ltd.

### Manga par d'autres auteurs
Le manga Pluto de Naoki Urasawa, sorti en 2004, reprend dans un style policier l'arc, Le robot le plus fort du monde.
Dans un manga de 2004 de Tetsuwan Atom écrit par Akira Himekawa, l'histoire, comme pour le design des personnages, suit les aventures de la série animé de 2003. La couverture est différente de celle créée par Tezuka. Cette version du manga est publiée en anglais par Chuang Yi et distribuée en Australie par Madman Entertainment. En France, il a été publié en 3 volumes par les éditions Panini.
En 2009, Akira Himekawa sort une nouvelle adaptation de Astro avec Astroboy – La légende du chevalier Azur composée d'un volume édité au Japon par Kadokawa Shoten et en France par Soleil. Tout comme Pluto, ce manga reprend un chapitre de Astro Boy qui est ensuite remanié et réécrit. Dans cette histoire, Astro Boy passe au second plan pour mettre en avant le Chevalier Azur.
Une préquelle est également publiée sous le nom d'Atom: The Beginning, publiée depuis décembre 2014 et est toujours en production. Elle est écrite et dessinée par Tetsuro Kasahara, sous la supervision de Makoto Tezuka et Masami Yūki.

### Autres
Six romans de Gilles Legardinier sont parus chez Pocket Jeunesse entre septembre 2005 et novembre 2005:
- Astroboy, vol. I : Première mission, Paris, Éditions Pocket, 2005
- Astroboy, vol. II : Le piège diabolique, Paris, Éditions Pocket, 2005
- Astroboy, vol. III : Le secret d'Astro Boy, Paris, Éditions Pocket, 2005
- Astroboy, vol. IV : Astro Boy contre Astro Boy, Paris, Éditions Pocket, 2005
- Astroboy, vol. V : Le train de la peur, Paris, Éditions Pocket, 2005
- Astroboy, vol. VI : Un drôle d'espion, Paris, Éditions Pocket, 2005

Les autres médias incluent la bande originale Astro, le petit robot, générique de la version québécoise par les Petits Chanteurs d'Asnières.
Un jeu de société, nommé Astro Boy Saves the Universe Game (2004), édité par Briarpatch, de 2 à 4 joueurs pour une durée de jeu de vingt minutes, est commercialisé.